# Історія комп'ютерних кластерів

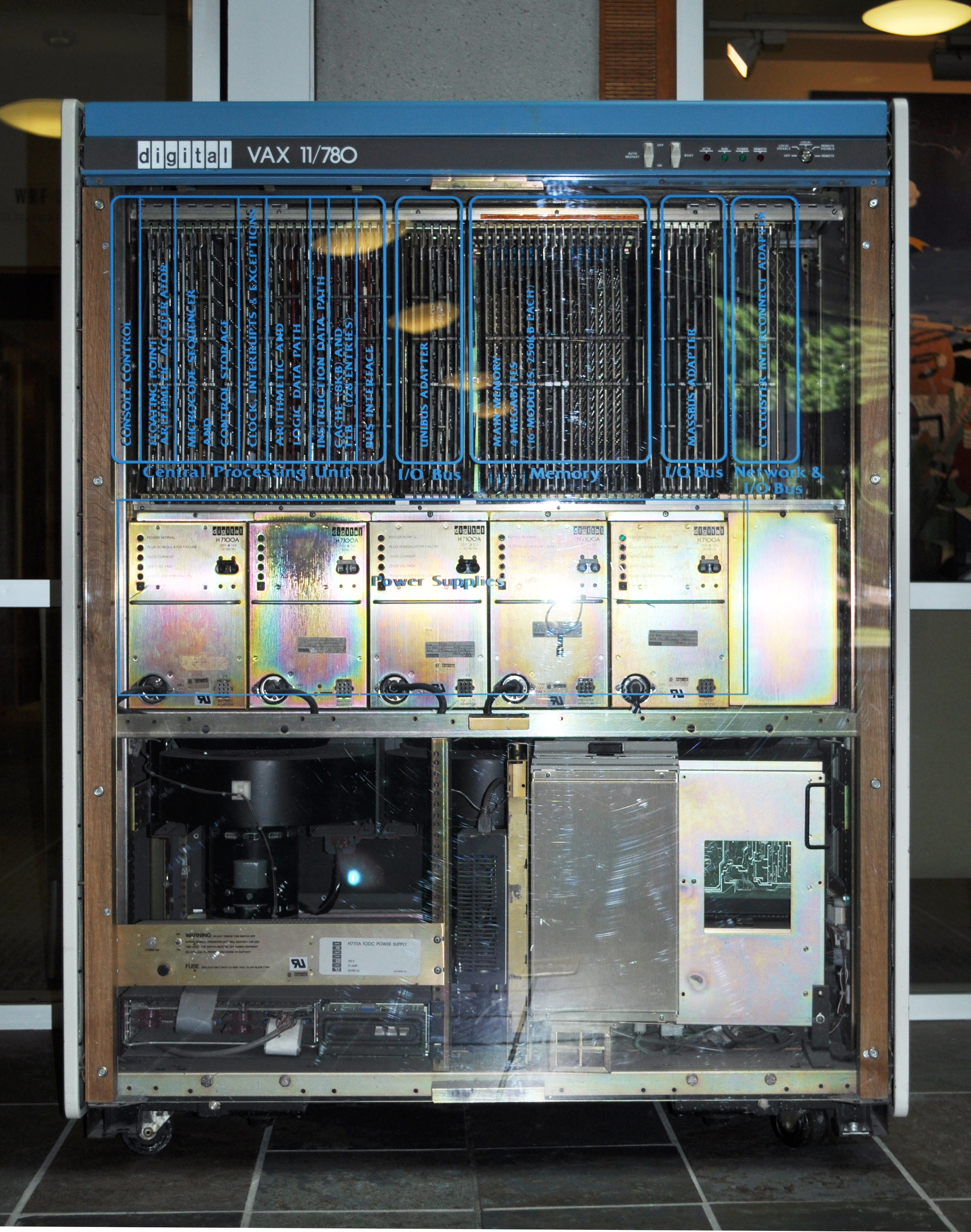
A VAX 11/780, c. 1977

Історію комп'ютерних кластерів краще всього зображує виноска в Грега Пфістера у пошуках кластерів: “Фактично в кожному прес-релізі від DEC, починається словами ‘Dec, хто винайшов кластери...’. Вони їх не винаходили. IBM також не винайшли їх.  Кластери винайшли користувачі, коли один комп'ютер перестав бути здатним вирішувати їхні задачі. Дата першого невідомо, але було б дивно, якби його не було в 1960-х, чи навіть наприкінці 1950-х років."
Формальна інженерна основа кластерних обчислень, як засіб виконання паралельної роботи будь-якого роду була, можливо, винайдена Джином Амдалом з IBM, який в 1967 році опублікував те, що згодом почали розглядати як основоположний документ по паралельній обробці: Закон Амдала. Закон Амдала описує математичне прискорення, яке можна очікувати від розпаралелювання у порівнянні з послідовним виконанням завдання на паралельній архітектурі. У цій статті визначається інженерна основа як для багатопроцесорного обчислювання так і для кластерних обчислень, не залежно від того чи основа диференціюються, підтримуються міжпроцесорні комунікації "всередині" комп'ютера (наприклад, на налаштованій внутрішній комунікаційній шині або мережі) або "за межами" комп'ютера на товарній мережі.
Отже, історія ранніх комп'ютерних кластерів є безпосередньо пов'язаною з історією ранніх мереж; однією з головних мотивацій для розвитку мереж повинен був стати розвиток обчислювальних ресурсів, створення комп'ютерного кластеру. Мережі з комутацією пакетів були концептуально винайдені у корпорації RAND в 1962 році, використовуючи концепцію мережі з комутацією пакетів, ARPANET проект вдалося створити в 1969 році, так з'явилась перша в світі товарна-мережа на базі комп'ютерного кластера шляхом об'єднання чотирьох різних комп'ютерних центрів (кожен з яких був схожим на кластер). Проект ARPANET переріс в Інтернет, який може розглядатися як "мати всіх комп'ютерних кластерів» (як об'єднання майже всіх обчислювальних ресурсів, в тому числі кластерів). Він також створив парадигму використання всіх комп'ютерних кластерів в сучасному світі, парадигму використання мереж з комутацією пакетів для виконання міжпроцесорного зв'язку з незв'язаними частинами.
Розвиток клієнтських і дослідницьких кластерів протікав рука об руку з розвитком обох мереж і операційної системи Unix з початку 1970-х років, TCP/IP і проекту Xerox PARC створеного і формалізованого на протоколах для мережевих комунікацій. Операційна система Hydra була побудована для кластера DEC PDP-11 мінікомп'ютеру під назвою C.mmp університету Карнегі-Меллон в 1971 році. Проте, його самого не було до 1983, тому що протоколи і інструменти для легкої роботи між віддаленими робочими місцями і файлами загального доступу були визначені (в основному в контексті BSD Unix, що реалізовувався Sun Microsystems) і стали комерційно доступними тільки згодом, разом із загальною файловою системою.
Першим комерційним кластерним продуктом був ARCnet, розроблений компанією Datapoint в 1977 році, ARCnet не став комерційним успіхом і не зміг усунути Digital Equipment Corporation яка випустила свій продукт VAXcluster в 1984 році для операційної системи VAX/VMS. ARCnet і продукти VAXcluster не тільки підтримували паралельні обчислення, а й спільні файлові системи і периферійні пристрої. Ідея полягала в тому, щоб забезпечити переваги паралельної обробки, зберігаючи при цьому надійність і унікальність даних. VAXcluster, тепер VMScluster, як і раніше доступний на системах OpenVMS від HP, що працюють на системах архітектури Alpha і Itanium.
Серед ранніх комерційних кластерів були ще два інших кластери, а саме  Tandem Himalaya (з піком поширеності продукту у 1994 р.) і IBM S/390 Parallel Sysplex (він також був найбільш поширеним, приблизно у 1994 р., в першу чергу використовувався в бізнесі).
Жодна історія опису комп'ютерних кластерів не буде повною, якщо не звернути увагу на ключову роль, яку відіграє розробка програмного забезпечення для паралельної віртуальної машини (PVM)  в 1989 році. Це програмне забезпечення з відкритим вихідним кодом на основі TCP/IP комунікацій дозволило миттєве створення віртуального суперкомп'ютера з високою продуктивністю обчислювального кластера з підключеною системою за допомогою TCP/IP. Гетерогенні кластери з вільною формою, побудовані на вершині цієї моделі швидко досягли високої загальної пропускної здатності в FLOPS, що значно перевершувала пропускну здатність доступних найдорожчих та найкращих суперкомп'ютерів. PVM і поява недорогих мережевих комп'ютерів привели в 1993 році до того, що NASA організувала проект по побудові суперкомп'ютерів з товарних кластерів. У 1995 році був створений кластер Beowulf - кластер побудований на вершині товарної мережі для конкретної мети "стати суперкомп'ютером", що здатен виконувати щільно з'єднані, паралельні HPC обчислення, це стимулювало самостійний розвиток розподілених обчислень з назвою імені суб'єкта, хоча Grid стилі кластеризації були і використовувались навколо, принаймні до тих пір, доки операційна система Unix і Arpanet, не були опубліковані.